# Alsócsóra község
Alsócsóra község (románul: Comuna Săliștea) község Fehér megyében, Romániában. Központja Alsócsóra, beosztott falvai Alsótatárlaka, Mărgineni és Săliștea-Deal.

## Fekvése
Fehér megye déli részén helyezkedik el, Gyulafehérvártól 27, Kudzsirtól 25, Szászsebestől 21 kilométerre. Szomszédos községek: északon Maroskarna, északkeleten Alvinc, keleten Felsőpián, nyugaton Kudzsir, északnyugaton Alkenyér.

## Népessége
1850-től a népesség alábbiak szerint alakult:
| Lakosok száma | 1784 | 2195 | 2578 | 2865 | 3045 | 3007 | 2374 | 2374 | 2197 | 2155 |
|               | 1850 | 1880 | 1900 | 1920 | 1941 | 1977 | 1992 | 2002 | 2011 | 2021 |

A 2011-es népszámlálás adatai alapján a község népessége 2197 fő volt, melynek 95,18%-a román. Vallási hovatartozás szempontjából a lakosság 82,16%-a ortodox, 9,42%-a pünkösdista és 2,5%-a a Keresztyén Testvérgyülekezet tagja.

## Nevezetességei
A község területéről az alábbi épületek és építmények szerepelnek a romániai műemlékek jegyzékében:
- az alsócsórai Szent arkangyalok fatemplom (LMI-kódja AB-II-m-A-00314)
- az alsócsórai Barcsay-kúria (AB-II-m-B-00315)

## Híres emberek
- Alsócsórán született David Prodan(wd) (1902–1992) történész, a Román Akadémia tagja.[7]